# Sirlam
Sirlam (irl.: Síorlamh) – legendarny zwierzchni król Irlandii z dynastii Milezjan (linia Íra, syna Mileda) w latach 458-442 p.n.e. Syn Finna mac Blatha, zwierzchniego króla Irlandii. Linia Íra, w jego osobie, odzyskała zwierzchnią władzę nad Irlandią. Dokonał tego w wyniku zabójstwa Lugaida I Iardonna, arcykróla z linii Emera, w Rath Clochair. Są rozbieżności, co do czasu jego rządów. Roczniki Czterech Mistrzów podały szesnaście, zaś Lebor Gabála Érenn („Księga najazdów Irlandii”) podała trzynaście lat rządów. Otrzymał imię Sirlam („Długa Ręka”) z powodu swych długich rąk, które sięgały ziemi przy wstawaniu. Eochaid Uairches, syn arcykróla Lugaida I, po powrocie z emigracji, zabił Sirlama strzałą. Następnie objął po nim zwierzchnią władzę nad Irlandią. Sirlam pozostawił po sobie syna Airgetmara, przyszłego zwierzchniego króla Irlandii.